# 이노역 (고치현)
이노역(일본어: 伊野駅)은 일본 고치현 아가와군 이노정에 위치한 시코쿠 여객철도 도산 선의 철도역이다. 역 번호는 K07이며, 2면 3선의 복합 승강장을 갖춘 지상역이다. 이 역에서는 도사 전기 철도 이노 선 이노에키마에역에 대해서도 기술한다.

## 타는 곳

### 이노 역
| 1 | ■ 도산 선 | (상행)        | 고치 · 도사야마다 · 아와이케다 · 다카마쓰 · 오카야마 방면 |
| 2 | ■ 도산 선 | (하행)        | 스사키 · 구보카와 · 나카무라 · 스쿠모 방면                |
| 3 | ■ 도산 선 | (상 · 하행선) | 당역 시발 (고치 · 도사야마다 방면) · 대피 열차            |

### 이노에키마에 역
상대식 승강장 2면 1선을 가졌으며, 하리야마바시 방면은 승강장이 설치되어 있지만, 이노 방면은 길 위에 안전지대가 설치된 것만이 있다.
| 남쪽 | ■ 이노 선 | 이노 방면         |                                 |
| 북쪽 | ■ 이노 선 | 하리야마바시 방면 | 고멘 선 · 도산바시 선 직통 포함 |

## 역 주변
- 이노 정청
- 국도 제33호선

## 역사
- 1924년 11월 15일 : 국철 이노 역 · 도사 전기 철도 이노에키마에 역 동시 개업.
- 1944년 4월 1일 : 이노에키마에 역 폐지.
- 1945년 6월 11일 : 이노에키마에 역 재개업.
- 1987년 4월 1일 : 국철 분할 민영화에 의해, 이노 역이 시코쿠 여객철도로 이관.

## 인접 역
| 시코쿠 여객철도 도산 선          | 시코쿠 여객철도 도산 선 | 시코쿠 여객철도 도산 선   |
| -------------------------------- | ----------------------- | ------------------------- |
| K 06 에다가와 다도쓰 · 고치 방면 | 도산 선                 | 하카와 K 08 구보카와 방면 |
| 도사 전기 철도 이노 선           |                         |                           |
| 나루타니 하리야마바시 방면       | 이노 선                 | 이노 이노 방면            |